# Macrosteles buzensis
Macrosteles buzensis är en insektsart som beskrevs av Matsumura 1902. Macrosteles buzensis ingår i släktet Macrosteles och familjen dvärgstritar. Inga underarter finns listade i Catalogue of Life.